# Otero (Hiszpania)
Otero – gmina w Hiszpanii, w prowincji Toledo, w Kastylii-La Mancha, o powierzchni 29,57 km². W 2011 roku gmina liczyła 381 mieszkańców.